# 問題物件
『問題物件』（もんだいぶっけん）は、大倉崇裕による日本のミステリ小説のシリーズ。光文社より2013年8月から刊行されている。
2025年、テレビドラマ化された。

## あらすじ
若宮恵美子は就職活動に難航し、不動産業界には興味はなかったが「大島不動産販売」の入社試験を受け、合格してしまう。総務部総務課で働くことになるが、総務部長の篠崎から依頼されたのは、大島不動産グループの亡くなった前社長の息子で病気療養中の大島雅弘の世話係となることだった。恵美子は了承し、雅弘と親交を深めていく。
その1年後、恵美子は突然、販売特別室への異動を命じられる。販売特別室は自社に限らず全国の不動産・物件に関するクレームを処理する部署で、販売特別室のメンバーは、恵美子、室長に任命された雅弘、恵美子に横柄な態度で接する室長代理の片山の3人だけだった。そこには、大島不動産グループの現社長で、雅弘の叔父・大島高丸の思惑があった。高丸は恵美子をクレーム対応に当たらせ、失敗した場合は雅弘に責任を追及し、雅弘を会社から追放しようとしていたのだ。
雅弘を見捨てることができない恵美子は、販売特別室の中で一人で闘うことを決意する。そんな恵美子の前に現れたのは、謎の男・犬頭光太郎だった。犬頭は、鮮やかな推理力と不思議な力で、恵美子の危機を救っていく。

## 登場人物
犬頭光太郎（いぬがしら こうたろう）
「探偵社 犬頭」の探偵を自称するが、その正体は謎に包まれている。
神出鬼没で、恵美子の前に突然現れては、不思議な力を使って悪党を蹴散らし、高い推理力で問題物件のクレームを解決していく。
背が高く、細身。犬寄りの発言が目立つ。
恵美子からは、よく苗字を「犬頭（いぬあたま）」と読み間違いされる。

若宮恵美子（わかみや えみこ）
「大島不動産販売」総務部総務課 課員→販売特別室 課員。
介護関係の専門学校に通い看護師免許を取得していたことで、「大島不動産販売」に採用され、大島雅弘の世話係となる。
だが1年後、大島不動産グループの権力争いに巻き込まれ、販売特別室に異動することになる。

大島雅弘（おおしま まさひろ）
20歳（第1作）。大島不動産グループの亡くなった前社長・信昭（のぶあき）の息子。「大島不動産販売」の役員。
9歳で治療法が確立していない難病にかかり、屋敷でほぼ寝たきりの状態となる。12歳のときに両親を飛行機事故で亡くす。
難病の新たな治療法が提案され、試してはいるが、1年経っても目立った効果は出ていない。
大島不動産グループの権力争いで、「大島不動産販売」の販売特別室の室長となる。

篠崎（しのざき）
「大島不動産販売」の総務部 部長。
前社長派のトップ。現社長の大島高丸から、雅弘や前社長派の社員を護ろうとしている。

片山（かたやま）
「大島不動産販売」の総務部総務課 課長→販売特別室 室長代理。
現社長派。神経質で、恵美子に嫌味な振る舞いをする。

犬太（いぬた）
雅弘が大切にしている、犬のぬいぐるみ。
雅弘が1歳のときに、誕生日プレゼントで貰った。だが、雅弘は犬太を誰から貰ったのか覚えていない。

## 書誌情報
問題物件
- 単行本：2013年8月12日発売、光文社、ISBN 978-4-334-92895-7
- 文庫本：2016年7月12日発売、光文社文庫、ISBN 978-4-334-77318-2

| タイトル             | 初出                     |
| -------------------- | ------------------------ |
| 居座られた部屋       | 『ジャーロ』2011年秋冬号 |
| 借りると必ず死ぬ部屋 | 『ジャーロ』2012年春号   |
| ゴミだらけの部屋     | 『ジャーロ』2012年夏号   |
| 騒がしい部屋         | 『ジャーロ』2012年秋冬号 |
| 誰もいない部屋       | 『ジャーロ』2013年春号   |
天使の棲む家 問題物件
- 単行本：2016年3月16日発売、光文社、ISBN 978-4-334-91087-7
- 文庫本：2018年7月11日発売、光文社文庫、ISBN 978-4-334-77680-0

| タイトル       | 初出                                        |
| -------------- | ------------------------------------------- |
| 天使の棲む部屋 | 『ジャーロ』2014年初夏号、秋冬号            |
| 水の出る部屋   | 『ジャーロ』2015年春号 「水が出る部屋」改題 |
| 鳩の集まる部屋 | 『ジャーロ』2015年初夏号                    |
| 終の部屋       | 『ジャーロ』2015年秋冬号                    |

## テレビドラマ
2025年1月15日から3月26日までフジテレビ系「水曜22時枠」にて放送された。主演は本作がフジテレビ制作の連続ドラマ初主演となる上川隆也。

### キャスト

#### 主要人物
犬頭光太郎（いぬがしら こうたろう）
演 - 上川隆也
不動産調査員と名乗って若宮恵美子の前に現れる、記憶力と推理力に長けた謎の男。毎回、突然現れては、若宮恵美子を助けつつ問題物件の対応にあたる。問題が解決する忽然と姿を消してしまう。誰に対しても敬語などを使わずに常に命令口調で話す。自己紹介の際は、名刺を見せて「犬頭だ」の一言で済ます。

#### 大島不動産販売
若宮恵美子（わかみや えみこ）
演 - 内田理央
社員。物件マニアで2年前に宅建士の資格を取得。心霊現象が苦手。営業部に勤務していたがクレームが多く、新設の部署「販売特別室」に異動を命じられる。物件を見るとマンションポエムをメモってしまう。犬にはなぜか好かれる。
大島雅弘（おおしま まさひろ）
演 - 宮世琉弥（幼少期：森島律斗）
販売特別室の室長で若宮恵美子の上司。先代社長の長男で現社長の甥。会社の最年少役員。心霊オタク。7年前に交通事故で両親を亡くし、自身も後遺症で車いす生活を送っている。外出しない主義で、自宅が販売特別室のオフィスを兼ねている。
片山芳光（かたやま よしみつ）
演 - 本多力
販売特別室の室長代理で若宮恵美子の上司。営業企画部と兼務しているため販売特別室にはあまりいない。
大島高丸（おおしま たかまる）
演 - 船越英一郎
現社長。亡くなった先代社長の弟で、雅弘の叔父にあたるが、先代社長の血を引いている雅弘の存在が自分の立場を脅かすのではないかと危惧している。そのため、片山を使って雅弘を失脚させようと画策する。

#### 周辺人物
有村次郎（ありむら じろう）
演 - 浜野謙太
有村探偵事務所 探偵。元玉川北署刑事課 刑事。犬頭と古い付き合い。ドラマ「探偵物語」の主人公・工藤俊作と同じ服装をしている。喫茶店ではいつもクリームソーダを注文する。
山田
演 - 氏家恵
販売特別室のオフィスにもなっている大島雅弘宅の家政婦。
犬太（いぬた）
演 - コラレ
雅弘が唯一心を許す愛犬。片山には吠えるが、若宮にはすぐに懐く。7年前、雅弘の両親の葬儀の最中にどこからともなく現れ、それから雅弘の家に迎え入れられている。犬種はベルジアン・シェパード・ドッグ・マリノア。

#### ゲスト

##### 第1話
須貝森次
演 - きづき
『借りたら必ず死ぬ部屋』があるマンション グランドハウスのオーナー兼管理人。代々の地主で、ボランティア活動や団体への寄付をしている。
相田英司
演 - 大水洋介（ラバーガール）
「心霊系TVアイーダ」を配信している動画配信者。グランドハウス101号室『借りたら必ず死ぬ部屋』に住んで実録動画を配信しようとしている。
志田清美
演 - 鈴木ゆうか
相田英司の恋人。中学教師。英司が『借りたら必ず死ぬ部屋』に住むことを危惧している。
渡辺栄子
演 - ハマカワフミエ
樽水陽の亡くなった当時の恋人。旧姓・平泉。現在は結婚して裕福な家庭の主婦。
主婦
演 - 田所ちさ、小山亜由子
グランドハウスの近隣に住む主婦。須貝のことを犬頭らに話す。
担当者
演 - 堀内充治
大島不動産販売情報管理部社員。グランドハウス101号室でマスターキーが使われた日時を若宮に伝える。
女性
演 - たなかさと
公園で黒い柴犬を散歩させている女性。須貝とは松ノ下中学のボランティア仲間。
ホステス
演 - 田丸りさ、横山莉華
須貝が通っているクラブのホステス。
飯森由紀夫
演 - 郡司博史
グランドハウス101号室での最初の犠牲者。2018年11月16日に部屋で服毒死。経営していた会社が倒産し借金に追われていたとされている。
樽水陽
演 - 武田亮汰
グランドハウス101号室での二人目の犠牲者。2020年6月12日に部屋で服毒死。飯森と同じ毒を酒に入れて飲んだとされている。遺書はなかったものの、部屋は密室だったため、警察は自殺と判断した。

##### 第2話
熱海光吉（あたみ こうきち）
演 - 徳井優
『ポルターガイストが起こる部屋』のあるマンション「センチュリー鶴久五反田」の管理人。
滝野高（たきの たかし）
演 - 東啓介
マンションの505号室『ポルターガイストが起こる部屋』の住人。美容師。1年前に越してきたが、1か月前からポルターガイストがおこると騒ぎ出し、とうとう入院してしまう。
アキコ
演 - 鳥居みゆき
戸越駅前のスナック「ゴダイゴン」のママ。
田中和也（たなか かずや）
演 - 菅原卓磨
貿易会社「リッガー&ベル」の名刺を持った黒服の男。スナック「ゴダイゴン」から出て来た犬頭たちに襲い掛かる。
沼津久
演 - 猪征大
美容室の滝野の同僚。
平塚アケミ
演 - 前沢海友
美容室の客。スナック「ゴダイゴン」のホステス。1か月前から滝野と交際している。
折田
演 - 伊藤ひろし
マンションの向かいにある折田工業の所有者。
警察官
演 - 小島久人
犬頭のスマホを拾って若宮に渡す制服警官。
管理人
演 - 岩田明
若宮が聞き込みに訪れたベンムラーマンションの管理人。
女性客
演 - 宗本汐理
ジャンという犬を連れたカフェの女性客。
田中和也の部下
演 - 中田裕士、東山龍平、八重樫俊平
犬頭たちに襲い掛かる「リッガー&ベル」の黒服の男たち。

##### 第3話
前島四毛（まえじま しもう）
演 - モロ師岡
『ゴミ屋敷』の住人。数年前、妻が病死し、息子も2年前に地方転勤になり、現在は一軒家で独り暮らししている。ゴミ屋敷になったのは1年ほど前だが、2週間前から悪臭が漂うようになり、近所から苦情が出ている。低層マンションの開発計画があるが、前島宅だけ立ち退きを拒否している。
倉岳庄一（くらたけ しょういち）
演 - 清水伸
前島家付近の蛍の坂交番の警察官。1年前、蛍の坂公園で殺された多田寛と同僚だった。
勝山和也
演 - 佳久創
蛍の坂の町内会長。居酒屋「勝山」店主。前島家の対応に困っている。前島四毛の息子・猛とは同級生だったが、2年程前から連絡がつかなくなっている。
伊藤明子
演 - 小柳友貴美
前島家の近隣住民。前島家の悪臭の件で大島不動産販売にクレームを入れる。
道代
演 - 真下有紀
前島家の近隣住民。明子と仲がいい。
多田寛
演 - 渡邊景日
1年前、公園でホームレスに射殺された蛍の坂交番の警官。優しいが小心者でギャンブル好き。実は借金もあった。
間村
演 - 赤屋板明
多田寛を殺害したとされているホームレス。蛍の坂公園で階段から転落して亡くなっていた。
前島猛
演 - 尾形存恆
四毛の一人息子。学生のころから成績優秀で、一流大学から一流の会社に進んだ。2年前に地方転勤になり、それ以来近隣で姿が見た人がいない。
地上げ屋
演 - 本多剛幸、三上真司、榮桃太郎
前島家の前に夜中に生ごみを置いていく地上げ屋。

##### 第4話
日向興一（ひなた こういち）
演 - 森永悠希
『水に呪われた部屋』のあるマンション サンドリアス 管理人。ドリーム住宅サービス 施設管理課 社員。
稲垣紗綾（いながき さや）
演 - 堀田茜
マンション サンドリアス 204号室の住人。イラストレーター。実はこの部屋も404号室の水漏れ被害にあっていたが、2日前の異臭騒ぎのせいでドリーム住宅サービスが用意したホテルに泊まっており、水漏れ当日は自室にはいなかった。
塩田悦司（しおた えつし）
演 - 堀家一希
マンション サンドリアス 清掃責任者。
塚本登
演 - 森岡龍
マンション サンドリアス 304号室の住人。事件記者。最初に上階からの水漏れを通報した男性。日向に確認してもらうと空室の404号室が水浸しになっていた。
女性
演 - 青海衣央里、風見梨佳、佐々木悠華
青ノ池公園で犬を散歩させている女性。
三原若菜
演 - 宮澤雪
マンション サンドリアス 404号室の元住人。2年前、蛇翠湖（じゃすいこ）で入水自殺している。亡くなった日、自室の洗面所の水が逆流していた。
三原朱代（みはら あけよ）
演 - 山岡椿
青ノ池公園で散歩していた女性が預かっている犬・ハッピーちゃんの元の飼い主。つい最近、自宅で溺死している。実は若菜の姉。
黒服
演 - 高田将司、平島由章、佐々木勇人
マンション サンドリアス近辺をうろついている怪しげな男たち。
アナウンサー
声 - 榎並大二郎（フジテレビアナウンサー）
蛇翠湖で塚本が溺死した事件をテレビで報じる。
ハッピー
演 - こまち
朱代が飼っていたウェルシュ・コーギー。朱代が亡くなったため、現在は散歩友達の別の女性が預かっている。

##### 第5話
岡崎諒（おかざき りょう）
演 - 下野紘
『金縛りが起こる部屋』の住人。最近買った一戸建てに家族と住んでいる。朝4時ごろになると金縛りにあうようになる。
岡崎杏子（おかざき きょうこ）
演 - 戸松遥
諒の妻。金縛りと共に、黒いモヤモヤを目撃するようになる。
三宅隆正（みやけ たかまさ）
演 - 春海四方
岡崎宅がある地区の自治会長。犬頭に「第一町民」と呼ばれて「失礼だ」と憤慨する。ゴミ出しの仕方などにうるさいが、ゴミ置き場はいつもきれいに掃除している。岡崎家はゴミの分別をきちんとしていない、と憤る。
鈴木健斗
演 - 草川直弥
岡崎宅の隣のアパートの住人。幽霊を見たことも金縛りにあったこともない、と若宮に話す。
小山啓太（こやま けいた）
演 - 石井（さや香）
岡崎宅を売った不動産会社 社員。岡崎宅が相場よりも安かったことで、若宮から何かあるのではないかと詰め寄られる。実は岡崎宅は競売物件で、以前住んでいた住人が会社を経営していて、経営不振から一家離散していることを話す。
岡崎航大
演 - 松井稜樹
諒と杏子の息子。最近、頭が痛くなることが多い。
近隣住民
演 - 内藤聖羽
岡崎宅の隣のアパートに住んでいる男性。金縛りになったこともないし悪霊の話も聞いたことがない、と若宮に話す。

##### 第6話
柿崎カナエ
演 - 松井玲奈
「メトロン西荻」3・4Fのメゾネットに入居している新興宗教団体『プリズマ光の会』信者。
天音
演 - 小沢真珠
『プリズマ光の会』教祖。終盤で本名が漆原こずえであることがわかる。
伊東雄二
演 - 阿部翔平
『プリズマ光の会』運営スタッフ。実は天音の弟で本名は漆原雄二。
宮下博
演 - こがけん
低層マンション「メトロン西荻」オーナー。3年前にこの物件を購入している。
相馬英吾
演 - 上谷圭吾
『プリズマ光の会』元信者。儀式の最中に突然衣服が燃え出し火傷を負う。教団のお金を盗もうとしたことが原因で罰が当たったと言われ、教団を追われる。
占い師
演 - 永野裕紀子
犬頭が占ってもらう水晶占い師。天音の過去を犬頭に教える。
信者
演 - 藍野りな、小原明紀、平川裕成、菊池聡子、岩井章悟、直樹春、勝又悠里、日出嶋楓也、彩、中村ぶんえい、中西瞬祐、日比茉鈴、ジージョ星
『プリズマ光の会』信者。
警官、刑事
演 - 坂田翔悟、高橋連
天音らを連行する警察官たち。
アナウンサー
声 - 黒瀬翔生（フジテレビアナウンサー）
天音らが逮捕されたニュースを報じる。

##### 第7話
猪俣広巳
演 - 五頭岳夫
タワマン「北小金井アルトタワー」建設予定地に建つ低層マンション「コーポゴア」の最後の住人。立ち退きを迫られているが拒否している。若宮からは「占有屋ではないか？」と疑われる。
沓中照彦
演 - 中村シユン
「コーポゴア」のある桜羽町を担当している「帝日新聞」配達員。
若頭代理
演 - 北代高士
暴力団「太平洋組」若頭。
組員
演 - 敬太、保田泰志、松本銀二、青木友成
暴力団「太平洋組」組員。
ししゃものママ
演 - 石原ロバーツ身知子
「ししゃも」という名の犬を散歩させている女性。犬頭に近辺の暴力団のことを聞かれ、太平洋組のことを教える。
オクトグループの男
演 - 岡村拓真
隣町を中心に汚い手口で勢力を拡大している新興勢力「オクトグループ」構成員。
岩下圭吾
演 - 小関裕太（友情出演）
大島不動産販売開発事業部 社員。若宮の先輩。タワマン「北小金井アルトタワー」建設とそれに伴う再開発事業を担当している。しかし立ち退きを拒否している住人のせいで再開発が中断しており、解決してくれたら「北小金井アルトタワー」のマンションポエムを若宮に作らせてあげるから、と猪俣を立ち退かせるよう頼む。

##### 第8話
木川絵里
演 - 土居志央梨
「マンション・メイツ」509号室 住人。フリーライター。”タマゴ”という名の犬を飼っている。失踪した石浜の隣人で、彼女に挨拶したら無視された、と犬頭に語る。以前住んでいた館石とは仲が良かった。
館石邦子〈45〉
演 - 山野海
「マンション・メイツ」の1人目の失踪者。510号室『神隠しが起こる部屋』元住人。弁当屋従業員。3年前に入居し、その1か月後に失踪している。絵里がストーカー被害にあった時、大量の防犯グッズを渡すなど、何かと世話を焼いていた。犬好きでタマゴに懐かれていた。ネットワークビジネス「ギヤマンの鐘」会員で、入居時の保証人・田丸郷男は「ギヤマンの鐘」東京支部長。実は会のお金3千万円を盗んでいた。
足利奈良蔵
演 - 徳井優
「マンション・メイツ」管理人。「センチュリー鶴久五反田」の管理人・熱海光吉と瓜二つ。（第2話）
篠崎忠
演 - 木下政治（最終話）
「大島不動産販売」専務。次期社長に雅弘室長を推しており、現社長の高丸とは相反している。
清水正子〈42〉
演 - 鈴木美生代
「マンション・メイツ」の2人目の失踪者。510号室 元住人。弁当屋従業員。館石が失踪した3か月後に入居し、その10か月後に失踪。大の犬好きで隣人の絵里と仲が良く、タマゴも懐いていた。
鈴木真弓〈48〉
演 - 浅野文代
「マンション・メイツ」の3人目の失踪者。510号室 元住人。化粧品販売員。清水が失踪した7か月後に入居し、その2週間後に失踪。隣人の絵里に自分が販売している化粧品の試供品をあげていた。また、体調が悪いところを絵里に助けられたことがある。犬は苦手だが、タマゴには懐かれていた。
石浜夕子〈40〉
演 - 倉金春
「マンション・メイツ」の4人目の失踪者。510号室 住人。入居して10日で失踪している。資産家・大間度浩一の愛人で、2週間前に500万円の金を持ち逃げしていた。
ギヤマンの鐘 会員
演 - 安田亜矢、西島かれん、堀聡志
「マンション・メイツ」住人。実はネットワークビジネス「ギヤマンの鐘」会員。
黒服の男
演 - 富永研司、北村海、堀内敬太
犬頭たちの跡をつける黒服の男たち。「ギヤマンの鐘」東京支部長・田丸郷男の命令だと、犬頭に白状する。
女性
演 - 上沼恵美子
「マンション・メイツ」住人。犬頭に話を聞かれ、何でも協力する、と言う。

##### 第9話・第10話
襟岡真都（えりおか まいと）
演 - 忍成修吾
長野県澄白町にある、罪を免れた犯罪者が100人自殺している、と言われている『天使の棲む部屋』のある洋館のオーナー。代々大地主で、ホテルやレストランを手広く経営している。
堀幹彦（ほり みきひこ）
演 - 佐戸井けん太
洋館の宿泊客。襟岡真都の父親の知人。目が悪くサングラスを、火傷の痕を隠すために手袋をしている。富沢の投資詐欺の被害者。
織山仁（おりやま ひとし）
演 - 加藤諒
洋館の宿泊客。食品メーカー 営業。富沢の投資詐欺の被害者。
馬場亜紀（ばば あき）
演 - 菅野莉央
洋館の宿泊客。翻訳家。車椅子を使っている。富沢の投資詐欺の被害者。
富沢辰也
演 - 小久保寿人
洋館の宿泊客。『天使の棲む部屋』に宿泊する。投資詐欺で起訴されていたが、無罪になっている。
黒服
演 - 大石敦士（第9話）、榎木智一（第9話）
犬頭を拉致した高丸社長の手下。
襟岡隆一
演 - 津村和幸
約60年前に洋館を建てた真都の祖父。犯罪被害者や冤罪に遭った人の支援をしていた。
襟岡
演 - 岡雅史
真都の父。隆一の跡を継いで困っている人の支援をしていた。

##### 最終話
薦田恵美子（こもだ えみこ）
演 - 浅野ゆう子
雅弘宅の元家政婦。通称：えみちゃん。3年前、大病を患って右手に麻痺が残り、家政婦を辞めている。現在はサービス付き高齢者向け住宅「アストラ」503号室に入居している。
津島誠
演 - 渋谷謙人
「アストラ」スタッフ。
朝倉康輔（あさくら こうすけ）
演 - 芝大輔（モグライダー）
木曜だけ「アストラ」で診療している非常勤医師。普段は「東明医大付属病院」で働いている。
西茉由香
演 - 星乃夢奈
「アストラ」スタッフ。203号室住人・新堀正一と303号室住人・澤井光央の遺体の第一発見者。
我孫子栄介
演 - 徳井優
「アストラ」の隣にあるマンション「バンデルハイツ」管理人。熱海光吉、足利奈良蔵と瓜二つ。
岡村美紅
演 - 小南満佑子
「バンデルハイツ」606号室住人。1ヶ月前の明け方、自宅ベランダから転落して死亡している。施錠されていたため、自殺と断定されている。横浜の「潮の杜総合病院」看護師。実は以前「東明医大付属病院」で働いていた。
山本花恵、松井奈々子
演 - 日高七海（山本役）、山本かりん（松井役）
「潮の杜総合病院」の岡村美紅の同僚看護師。もうすぐ結婚する、と美紅が言っていたと犬頭らに語る。
新堀正一
演 - 原田文明
「アストラ」203号室の住人。1ヶ月前の朝、ベッドで亡くなっていた。亡くなる前に隣のバンデルハイツから天女が落ちていくのを見た、と言っていた。
川原泰治
演 - 山口河童
「アストラ」403号室の住人。3日前の朝、ベッドで亡くなっていた。2週間前に亡くなった303号室の住人・澤井光央同様、遺体の上に天女の羽衣のような白いオーガンジーのショールがかけられていた。
アナウンサー
声 - 宮本真綾（フジテレビアナウンサー）
テレビ番組「KMTNニュース」で港区の交通事故のニュースを報じるアナウンサー。

### スタッフ
- 原作 - 大倉崇裕『問題物件』『天使の棲む部屋 問題物件』（光文社文庫刊）[2]
- 脚本 - 松田裕子[2]、原野吉弘、北浦勝大[8]
- 音楽 - 森優太、湯浅佳代子、赤坂美和
- 主題歌 - SPYAIR「Buddy」（Sony Music Labels）[88]
- 演出 - 紙谷楓[2]、木下高男、宮木正悟[8]
- プロデュース - 江花松樹（フジテレビ）[2]
- プロデューサー - 貸川聡子（共同テレビ）[2]
- 制作協力 - 共同テレビ[2]
- 制作著作 - フジテレビ

### 放送日程
| 各話                                                         | 放送日  | サブタイトル                                 | 脚本     | 演出     | 視聴率 |
| ------------------------------------------------------------ | ------- | -------------------------------------------- | -------- | -------- | ------ |
| 第1話                                                        | 1月15日 | 奇妙な不動産ミステリー! 借りたら必ず死ぬ部屋 | 松田裕子 | 紙谷楓   |        |
| 第2話                                                        | 1月22日 | ポルターガイストが起こる部屋                 | 松田裕子 | 紙谷楓   |        |
| 第3話                                                        | 1月29日 | ゴミだらけの家                               | 松田裕子 | 木下高男 |        |
| 第4話                                                        | 2月05日 | 水に呪われた部屋                             | 松田裕子 | 宮木正悟 |        |
| 第5話                                                        | 2月12日 | 金縛りが起こる家                             | 原野吉弘 | 紙谷楓   |        |
| 第6話                                                        | 2月19日 | 火が出る部屋                                 | 北浦勝大 | 木下高男 |        |
| 第7話                                                        | 2月26日 | 居座られた部屋                               | 松田裕子 | 宮木正悟 |        |
| 第8話                                                        | 3月05日 | 神隠しの部屋                                 | 松田裕子 | 紙谷楓   |        |
| 第9話                                                        | 3月12日 | 天使の棲む部屋                               | 松田裕子 | 木下高男 |        |
| 第10話                                                       | 3月19日 | 天使の棲む部屋 解決編                        | 松田裕子 | 宮木正悟 |        |
| 最終話                                                       | 3月26日 | 終の部屋                                     | 松田裕子 | 紙谷楓   |        |
| （視聴率はビデオリサーチ調べ、関東地区・世帯・リアルタイム） |         |                                              |          |          |        |

- 初回は22時 - 23時9分の15分拡大放送。

| フジテレビ系列 水曜10時枠の連続ドラマ         | フジテレビ系列 水曜10時枠の連続ドラマ | フジテレビ系列 水曜10時枠の連続ドラマ   |
| 前番組                                        | 番組名                                | 次番組                                  |
| --------------------------------------------- | ------------------------------------- | --------------------------------------- |
| 全領域異常解決室 （2024年10月9日 - 12月18日） | 問題物件 （2025年1月15日 - 3月26日）  | Dr.アシュラ （2025年4月16日 - 6月25日） |